# Nummer zur Kennzeichnung der Gefahr

Gefahrentafel (Orangefarbige Warntafel):
oben die Gefahrnummer 33
unten die UN-Nummer 1203
(für Benzin)

Die Nummer zur Kennzeichnung der Gefahr (Gefahrnummer, ehemals Kemler-Zahl, original amtlich französisch numéro d’identification du danger, englisch hazard identification number) ist eine Kennnummer, die für alle gefährlichen Stoffe einheitlich festgelegt wird. Sie ist die obere Nummer auf den auf allen Gefahrguttransporten angebrachten orangefarbigen Warntafeln (Gefahrentafeln) und beschreibt die Gefahr, die von dem Transportgut ausgeht.
Die untere Nummer wird UN-Nummer (Stoffnummer) genannt – siehe: Liste der UN-Nummern

## Funktion der Gefahrnummer
Die Gefahrnummer ist im Europäischen Übereinkommen über die internationale Beförderung gefährlicher Güter auf der Straße (ADR) beziehungsweise im Règlement concernant le transport international ferroviaire de marchandises Dangereuses (RID) definiert.
Die UN-Nummer und die Gefahrnummer sollte bei einem Unglück immer der Polizei-/Feuerwehrleitstelle mitgeteilt werden, da diese hierdurch die Hilfe besser koordinieren kann. Die Nummern liefern (zusammen mit den ERI-Cards) Feuerwehren und anderen Behörden und Organisationen mit Sicherheitsaufgaben wichtige Informationen zur schnellen Erfassung des Gefährdungspotenzials von Stoffen und der Einleitung richtiger Maßnahmen.

## Kennziffer
Bedeutung der Ziffern:
- 2 – Gefahr des Entweichens von Gas durch Druck oder chemische Reaktion
- 3 – Entzündbarkeit von Flüssigkeiten (Gase/Dämpfe) oder selbsterhitzungsfähiger flüssiger Stoff
- 4 – Entzündbarkeit von festen Stoffen oder selbsterhitzungsfähiger fester Stoff
- 5 – Oxidierende (brandfördernde) Wirkung
- 6 – Gefahr durch Giftigkeit oder Ansteckung
- 7 – Gefahr durch Radioaktivität
- 8 – Gefahr durch Ätzwirkung
- 9 – an 1. Stelle: Umweltgefährdender Stoff; Verschiedene gefährliche Stoffe
- 9 – an 2. oder 3. Stelle: Gefahr einer spontanen heftigen Reaktion
- 0 – Ohne besondere Gefahr (nur als Platzhalter der zweiten Stelle)
- X – Reagiert auf gefährliche Weise mit Wasser (der Zahl vorangestellt)

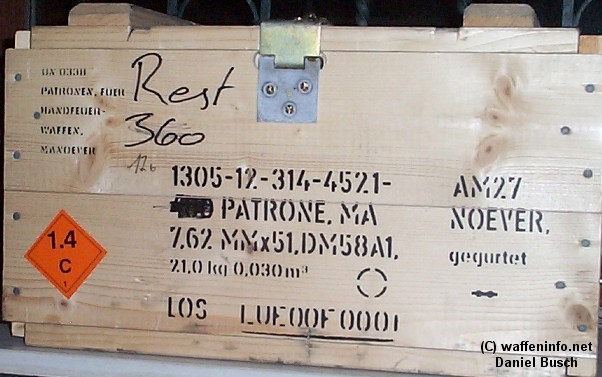
Behälter mit Gefahrgutklasse 1.4

Die Ziffern der Gefahrnummer entsprechen im Allgemeinen der Gefahrgutklasse des Gutes.
Für die Stoffe der Klasse 1 wird als Nummer zur Kennzeichnung der Gefahr der entsprechende Klassifizierungscode, welcher sich aus der Nummer der Unterklasse sowie dem Buchstaben der Verträglichkeitsgruppe zusammensetzt, verwendet (z. B. 1.5 D).

## Aufbau der Gefahrnummer
Die Nummer hat zwei oder drei Ziffern. Die erste Ziffer bezeichnet dabei die Hauptgefahr. Wird sie wiederholt, wird dadurch eine Zunahme der Hauptgefahr ausgedrückt. Eine Nebengefahr wird durch eine weitere Ziffer bezeichnet. Ein eventuell vorangestelltes X drückt ein ausdrückliches Verbot aus, den Stoff mit Wasser in Berührung zu bringen. (Das ist bei Löscheinsätzen wichtig).
| Nr. | Hauptgefahr                                                      |
| --- | ---------------------------------------------------------------- |
| 2   | Gas                                                              |
| 3   | entzündbare Flüssigkeit                                          |
| 4   | entzündbarer Feststoff                                           |
| 5   | entzündend (oxidierend) wirkender Stoff oder organisches Peroxid |
| 6   | giftige oder krankheitserregende Substanz                        |
| 7   | radioaktiver Stoff                                               |
| 8   | Ätzender Stoff                                                   |
| 9   | anderweitig gefährlicher oder Umweltgefährdender Stoff           |

| Nr. | Nebengefahr                                                 |
| --- | ----------------------------------------------------------- |
| 0   | keine Nebengefahr / ohne Bedeutung                          |
| 1   | Explosivität                                                |
| 2   | entweichen von Gas                                          |
| 3   | Entzündbarkeit                                              |
| 5   | entzündende (oxidierende) Wirkung                           |
| 6   | Giftigkeit                                                  |
| 8   | Ätzwirkung                                                  |
| 9   | heftige Reaktion mit Selbst- zersetzung oder Polymerisation |

Beispiele für besondere Hauptgefahr sind die Gefahrennummern 22 für tiefkalt verflüssigtes Gas oder 88 für sehr stark ätzender Stoff. Weitere Beispiele:
- Dieselkraftstoff/Heizöl (UN 1202): Gefahrnummer 30, entzündlich, aber Flammpunkt >55 °C, bezettelt 3
- Benzin (UN 1203): Gefahrnummer 33, leicht entzündlicher flüssiger Stoff (Flammpunkt unter 20 °C))
- Arsen (UN 1558): Gefahrnummer 60, giftig; Arsensäure (UN 1553/1554): Gefahrnummer 66 sehr giftig, beide bezettelt 6.1

## Liste der Gefahrgutnummern
In der nachfolgenden Liste sind mögliche Ziffernkombinationen der Gefahrenzahl (Kemlerzahl) aufgeführt. Nummern, die im ADR beschrieben sind, aber in der Liste der UN-Nummern bisher nicht verwendet werden, sind kursiv dargestellt.

### Gasförmige Stoffe
| 20  | reaktionsträges Gas                                          |
| 22  | tiefgekühltes Gas                                            |
| 223 | tiefgekühltes brennbares Gas                                 |
| 225 | tiefgekühltes brandförderndes Gas                            |
| 23  | brennbares Gas                                               |
| 236 | brennbares Gas, giftig                                       |
| 239 | brennbares Gas, das spontan zu heftiger Reaktion führen kann |
| 25  | brandförderndes Gas                                          |
| 26  | giftiges Gas                                                 |
| 265 | giftiges Gas, brandfördernd                                  |
| 268 | giftiges Gas, ätzend                                         |
| 28  | ätzendes Gas                                                 |

### Flüssige Stoffe
| 30   | entzündbarer flüssiger Stoff (Flammpunkt von 23 °C bis einschl. 61 °C) oder entzündbarer flüssiger Stoff oder fester Stoff in geschmolzenem Zustand mit Flammpunkt über 61 °C, auf oder über seinen Flammpunkt erwärmt oder selbsterhitzungsfähiger flüssiger Stoff |
| 323  | entzündbarer flüssiger Stoff, der mit Wasser reagiert und entzündbare Gase bildet |
| X323 | entzündbarer flüssiger Stoff, der mit Wasser gefährlich reagiert und entzündbare Gase bildet (Wasser darf nur im Einverständnis mit Sachverständigem verwendet werden)                                                                                              |
| 33   | leicht entzündbarer flüssiger Stoff (Flammpunkt unter 23 °C) |
| 333  | selbstentzündlicher (pyrophorer) flüssiger Stoff |
| X333 | selbstentzündlicher (pyrophorer) flüssiger Stoff, der mit Wasser gefährlich reagiert (Wasser darf nur im Einverständnis mit Sachverständigem verwendet werden) |
| 336  | leicht entzündbarer flüssiger Stoff, giftig |
| 338  | leicht entzündbarer flüssiger Stoff, ätzend |
| X338 | leicht entzündbarer flüssiger Stoff, ätzend, der mit Wasser gefährlich reagiert (Wasser darf nur im Einverständnis mit Sachverständigem verwendet werden) |
| 339  | leicht entzündbarer flüssiger Stoff, der spontan zu heftiger Reaktion führen kann |
| 36   | entzündbarer flüssiger Stoff (Flammpunkt von 23 °C bis einschl. 61 °C), schwach giftig, oder selbsterhitzungsfähiger flüssiger Stoff, giftig |
| 362  | entzündbarer flüssiger Stoff, giftig, der mit Wasser reagiert und entzündbare Gase bildet |
| X362 | entzündbarer flüssiger Stoff, giftig, der mit Wasser gefährlich reagiert und entzündbare Gase bildet (Wasser darf nur im Einverständnis mit Sachverständigem verwendet werden)                                                                                      |
| 368  | entzündbarer flüssiger Stoff, giftig, ätzend |
| 38   | entzündbarer flüssiger Stoff (Flammpunkt von 23 °C bis einschl. 61 °C), schwach ätzend, oder selbsterhitzungsfähiger flüssiger Stoff, ätzend |
| 382  | entzündbarer flüssiger Stoff, ätzend, der mit Wasser reagiert und entzündbare Gase bildet |
| X382 | entzündbarer flüssiger Stoff, ätzend, der mit Wasser gefährlich reagiert und entzündbare Gase bildet (Wasser darf nur im Einverständnis mit Sachverständigem verwendet werden)                                                                                      |
| 39   | entzündbarer flüssiger Stoff, der spontan zu heftiger Reaktion führen kann |

### Feste Stoffe
| 40   | entzündbarer oder selbsterhitzungsfähiger fester Stoff |
| 423  | fester Stoff, der mit Wasser reagiert und entzündbare Gase bildet                                                                                                   |
| X423 | entzündbarer fester Stoff, der mit Wasser gefährlich reagiert und entzündbare Gase bildet (Wasser darf nur im Einverständnis mit Sachverständigen verwendet werden) |
| 43   | selbstentzündlicher (pyrophorer) fester Stoff |
| 44   | entzündbarer fester Stoff, der sich bei erhöhter Temperatur in geschmolzenem Zustand befindet                                                                       |
| 446  | entzündbarer fester Stoff, giftig, der sich bei erhöhter Temperatur in geschmolzenem Zustand befindet                                                               |
| 46   | entzündbarer oder selbsterhitzungsfähiger fester Stoff, giftig |
| 462  | fester Stoff, giftig, der mit Wasser reagiert und entzündbare Gase bildet                                                                                           |
| X462 | fester Stoff, giftig, der mit Wasser gefährlich reagiert und giftige Gase bildet (Wasser darf nur im Einverständnis mit Sachverständigen verwendet werden)          |
| 48   | entzündbarer oder selbsterhitzungsfähiger fester Stoff, ätzend |
| 482  | fester Stoff, ätzend, der mit Wasser reagiert und entzündbare Gase bildet                                                                                           |
| X482 | fester Stoff, ätzend, der mit Wasser gefährlich reagiert und ätzende Gase bildet (Wasser darf nur im Einverständnis mit Sachverständigen verwendet werden)          |

### Oxidierende Stoffe
| 50  | brandfördernder Stoff                                                     |
| 539 | entzündbares organisches Peroxid                                          |
| 55  | stark brandfördernder Stoff                                               |
| 556 | stark brandfördernder Stoff, giftig                                       |
| 558 | stark brandfördernder Stoff, ätzend                                       |
| 559 | stark brandfördernder Stoff, der spontan zu heftiger Reaktion führen kann |
| 56  | brandfördernder Stoff, giftig                                             |
| 568 | brandfördernder Stoff, giftig, ätzend                                     |
| 58  | brandfördernder Stoff, ätzend                                             |
| 59  | brandfördernder Stoff, der spontan zu heftiger Reaktion führen kann       |

### Giftige Stoffe
| 60  | giftiger oder schwach giftiger Stoff                                                                      |
| 606 | ansteckungsgefährlicher Stoff                                                                             |
| 623 | giftiger flüssiger Stoff, der mit Wasser reagiert und entzündbare Gase bildet                             |
| 63  | giftiger Stoff, entzündbar (Flammpunkt von 23 °C bis 61 °C)                                               |
| 638 | giftiger Stoff, entzündbar (Flammpunkt von 23 °C bis 61 °C), ätzend                                       |
| 639 | giftiger Stoff, entzündbar (Flammpunkt von 23 °C bis 61 °C), der spontan zu heftiger Reaktion führen kann |
| 64  | giftiger fester Stoff, entzündbar oder selbsterhitzungsfähig                                              |
| 642 | giftiger fester Stoff, der mit Wasser reagiert und entzündbare Gase bildet                                |
| 65  | giftiger Stoff, brandfördernd                                                                             |
| 66  | sehr giftiger Stoff                                                                                       |
| 663 | sehr giftiger Stoff, entzündbar (Flammpunkt nicht über 61 °C)                                             |
| 664 | sehr giftiger fester Stoff, entzündbar oder selbsterhitzungsfähig                                         |
| 665 | sehr giftiger Stoff, brandfördernd                                                                        |
| 668 | sehr giftiger Stoff, ätzend                                                                               |
| 669 | sehr giftiger Stoff, der spontan zu heftiger Reaktion führen kann                                         |
| 68  | giftiger Stoff, ätzend                                                                                    |
| 69  | giftiger oder schwach giftiger Stoff, der spontan zu heftiger Reaktion führen kann                        |

### Radioaktive Stoffe
| 70  | radioaktiver Stoff                 |
| 75  | radioaktiver Stoff, brandfördernd  |
| 768 | radioaktiver Stoff, giftig, ätzend |
| 77  | hochradioaktiver Stoff             |
| 78  | radioaktiver Stoff, ätzend         |

### Ätzende Stoffe
| 80   | ätzender oder schwach ätzender Stoff |
| X80  | ätzender oder schwach ätzender Stoff, der mit Wasser gefährlich reagiert (Wasser darf nur im Einvernehmen mit Sachverständigen verwendet werden)                                                                                           |
| 823  | ätzender flüssiger Stoff, der mit Wasser reagiert und entzündbare Gase bildet |
| 83   | ätzender oder schwach ätzender Stoff, entzündbar (Flammpunkt von 23 °C bis 61 °C) |
| X83  | ätzender oder schwach ätzender Stoff, entzündbar (Flammpunkt von 23 °C bis 61 °C), der mit Wasser gefährlich reagiert (Wasser darf nur mit Einverständnis eines Sachverständigen verwendet werden)                                         |
| 836  | ätzender oder schwach ätzender Stoff, entzündbar (Flammpunkt von 23 °C bis 61 °C), giftig |
| 839  | ätzender oder schwach ätzender Stoff, entzündbar (Flammpunkt von 23 °C bis 61 °C), der spontan zu heftiger Reaktion führen kann |
| X839 | ätzender oder schwach ätzender Stoff, entzündbar (Flammpunkt von 23 °C bis 61 °C), der spontan zu heftiger Reaktion führen kann und mit Wasser gefährlich reagiert (Wasser darf nur im Einvernehmen mit Sachverständigen verwendet werden) |
| 84   | ätzender fester Stoff, entzündbar oder selbsterhitzungsfähig |
| 842  | ätzender fester Stoff, der mit Wasser reagiert und entzündbare Gase bildet |
| 85   | ätzender oder schwach ätzender Stoff, brandfördernd |
| 856  | ätzender oder schwach ätzender Stoff, brandfördernd und giftig |
| 86   | ätzender oder schwach ätzender Stoff, giftig |
| 88   | stark ätzender Stoff |
| X88  | stark ätzender Stoff, der mit Wasser gefährlich reagiert (Wasser darf nur im Einvernehmen mit Sachverständigen verwendet werden) |
| 883  | stark ätzender Stoff, entzündbar (Flammpunkt von 23 °C bis 61 °C) |
| 884  | stark ätzender fester Stoff, entzündbar oder selbsterhitzungsfähig |
| 885  | stark ätzender Stoff, brandfördernd |
| 886  | stark ätzender Stoff, giftig |
| X886 | stark ätzender Stoff, giftig, der mit Wasser gefährlich reagiert (Wasser darf nur im Einvernehmen mit Sachverständigen verwendet werden)                                                                                                   |
| 89   | ätzender oder schwach ätzender Stoff, der spontan zu heftiger Reaktion führen kann |

### Sonstige gefährliche Stoffe
| 90 | umweltgefährdender Stoff oder verschiedene gefährliche Stoffe |
| 99 | verschiedene gefährliche Stoffe in erwärmtem Zustand          |

## Regelungen außerhalb des ADR/RID
In verschiedenen Ländern finden auch andere Kennzeichnungen Anwendung:
- Der HAZCHEM Emergency Action Code (UK)[3]
- Der NFPA Hazard Diamond (USA)